# Mamadou Samassa (voetballer geboren 1990)
Mamadou Samassa (Montreuil, 16 februari 1990) is een Frans-Malinees voetballer die als doelman speelt. Hij verruilde Troyes AC in medio 2019 voor Sivasspor. Samassa debuteerde in 2012 in het Malinees voetbalelftal. Zijn vier jaar oudere neef en tevens naamgenoot Mamadou Samassa is eveneens profvoetballer.

## Clubcarrière
Samassa speelde in de jeugd bij Collinée-Le Gouray,  PEF Ploufragan en EA Guingamp. Op 23 september 2008 tekende hij zijn eerste profcontract. Hij debuteerde voor Guingamp tijdens het seizoen 2010/11 in de Championnat National. In zijn tweede seizoen speelde hij 26 competitieduels, het seizoen erop 33. In 2013 dwong Guingamp promotie af naar de Ligue 1.

## Statistieken
| Seizoen | Club        | Land      | Competitie           | Wed. | Doelp. |
| ------- | ----------- | --------- | -------------------- | ---- | ------ |
| 2008/09 | EA Guingamp | Frankrijk | Ligue 2              | 0    | 0      |
| 2009/10 | EA Guingamp | Frankrijk | Ligue 2              | 0    | 0      |
| 2010/11 | EA Guingamp | Frankrijk | Championnat National | 38   | 0      |
| 2011/12 | EA Guingamp | Frankrijk | Ligue 2              | 26   | 0      |
| 2012/13 | EA Guingamp | Frankrijk | Ligue 2              | 33   | 0      |
| 2013/14 | EA Guingamp | Frankrijk | Ligue 1              | 19   | 0      |
| 2014/15 | EA Guingamp | Frankrijk | Ligue 1              | 9    | 0      |
| 2015/16 | EA Guingamp | Frankrijk | Ligue 1              | 1    | 0      |
| 2016/17 | Troyes AC   | Frankrijk | Ligue 2              | 39   | 0      |
| 2017/18 | Troyes AC   | Frankrijk | Ligue 1              | 21   | 0      |
| 2018/19 | Troyes AC   | Frankrijk | Ligue 2              | 18   | 0      |
| Totaal  | Totaal      | Totaal    | Totaal               | 204  | 0      |

## Interlandcarrière
Samassa debuteerde op 13 oktober 2012 voor het Malinees nationaal elftal tegen Botswana in een kwalificatiewedstrijd voor de Afrikaans kampioenschap voetbal 2012 in Gabon en Equatoriaal-Guinea.

## Erelijst
| Coupe de France | 1x | 2013/14 |

1 Arslan ·
3 Çiftçi ·
5 Albayrak ·
6 Yiğiter ·
7 Paluli ·
8 Charisis ·
9 Manaj ·
10 Pritchard ·
11 Menig ·
12 Moutoussamy ·
13 Nikolić ·
14 Camara ·
17 Başsan ·
21 Gökay ·
23 Okumuş ·
24 Rodrigues ·
26 Radaković ·
27 Sundberg ·
30 Ciğerci ·
35 Vural ·
41 Sanman ·
43 Yurdcu ·
44 Poungouras ·
46 Böke ·
53 Başyiğit ·
55 Koita ·
58 Erdal  ·
66 Kaya ·
80 Bekiroğlu ·
88 Şeker ·
90 Turgunboev ·
Coach: Çalımbay